# 羅馬劇場 (卡塔赫納)

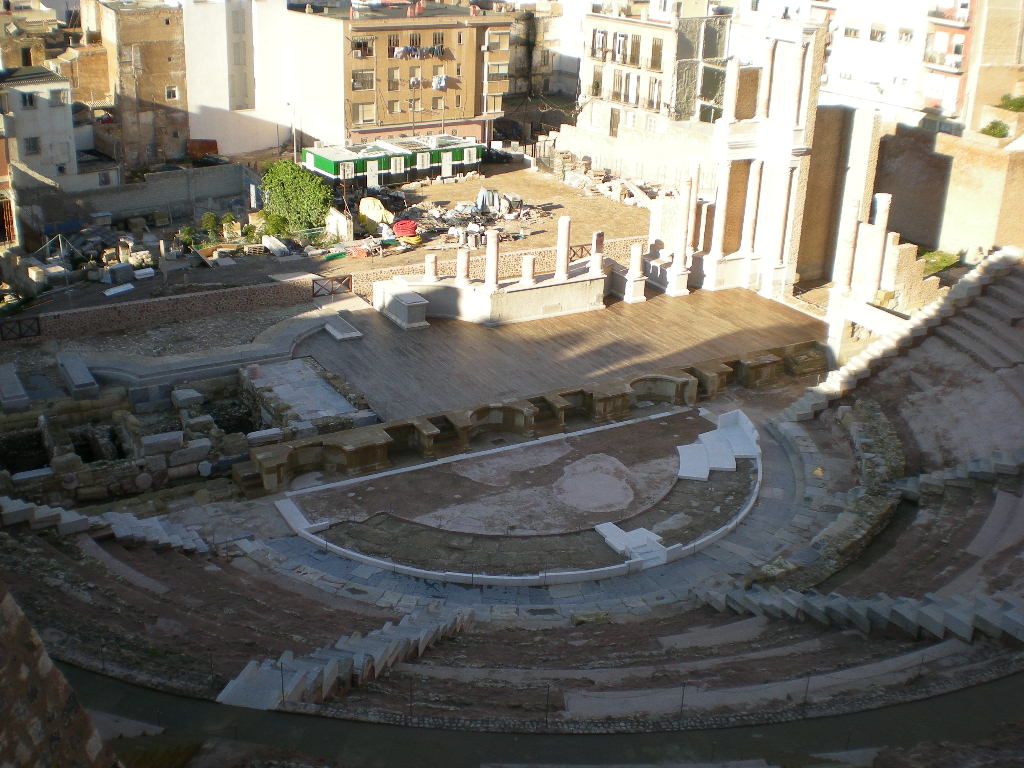
卡塔赫納的羅馬劇場羅馬劇場

羅馬劇場（Roman theatre）是西班牙穆爾西亞自治區城市卡塔赫納的一座古羅馬時代的劇場。羅馬劇場修建於公元前5年至1世紀時。在3世紀時，曾在劇場原址上興建過市場。

## 外部連結
- Page at archinfo.it （意大利文）
- Official page （页面存档备份，存于） （西班牙文）

37°35′58″N 0°59′03″W / 37.5995°N 0.9841°W